# Мухамeд ибн Мансур ел Махди
Мухамeд ибн Мансур ел Махди (арап. محمد بن منصورالمهدى; Хумајма, 3. август 744, Хумајма — 24. јул 785, Изе) био је трећи абасидски калиф (775—785). Владавину му је обележило унутрашње благостање и генерално мирољубива политика. Главни спољнополитички догађај његове владавине били су сукоби са Византијом, који су се завршили калифовим тријумфом. Налазио се под великим утицајем своје супруге ел Кајзуран, која је фактички управљала царством заједно с њим. Њихов син био је знаменити калиф Харун ел Рашид.

## Биографија
Мухамед је био син абасидског калифа ел Мансура и Ум Мусе ел Хамрије, која је потицала из химјарске краљевске породице. У младости је живео у палати у Русафи, делу округлог града Багдада. Отац га је на самртној постељи прогласио за наследника. Поставши калиф 775. године узео је име ел Махди у значењу „онај кога води Бог”.
Његова владавина је у спољнополитичком смислу представљала континуитет са очевом. Настојао је одржавати мир са суседима како би се посветио унутрашњим реформама Абасидског калифата. У томе му је од велике помоћи било поседовање технологије произвоње папира, што је значајно олакшало вођење државне управе. Ел Махди је био просвећени владар, покровитељ уметности. Под његовом влашћу престони Багдад је цветао и постао је највећи град на свету, привлачећи људе многих вера и народности. Махди је показао велико интересовање према музици, па су музичари под његовом влашћу уживали заштиту, упркос шеријатском негативном ставу према њима. Заштиту музичарима наставио је да пружа његов син Харун ел Рашид. Калиф је поклањао пажњу и верским питањима. Године 780. обновио је ел Аксу. У погледу односа према шиитима, Махдијева политика у многоме се разликовала од политике његовог претходника, који је прогањао и убијао њихове имаме. Нови калиф је настојао изаћи у сусрет припадницима овог огранка ислама организујући прогоне јеретичких зиндика, које су радикални шиити оптуживали да поткопавају ислам синкретичким спајањем са другим религијама, нарочито са зороастризмом. Tоком његове владавине наставио је да јача утицај породице Бармакида, који су дали неколико везира.
Упркос настојањима, Махдијеву спољну политику обележили су сукоби са Византијом. Године 778. цар Лав IV Хазар је са војском од 100.000 људи упао у Сирију, а следеће године одбио је напад Арабљана на Малу Азију. Византијски цар је планирао да предузме велики поход у Сирију, али га је у томе спречила смрт 780. године. Власт је фактички преузела царева удовица Ирина, као регент свом малолетном сину Константину VI. Користећи ову смену на престолу, ел Махди је кренуо у напад на Малу Азију. Године 782. његов син Харун је за кратко време успео да потисне византијске одбармбене снаге да продре све до Хрисопоља на Босфору, преко пута Константинопоља, где је поставио свој логор. Византијске трупе потучене су у великој и врло крвавој бици у Тракесијанској теми. Следеће године је царица Ирина била приморана да исплати калифу велику своту новца да би се повукао, као и да се обавеже на плаћање данка. Међутим, ни то није осигурало безбедност византијских граница и ускоро су поново почели арабљански упади у Малу Азију. На овај начин Византија је поново дошла у искључиво дефанзиван положај према Арабљанима.
Ел Махди је имао две значајне супруге. Једна је била Рајта, кћерка његовог стрица и оснивача Абасидског калифата, ел Сафаха. Друга, много значајнија, била је ел Кајзуран, бивша робиња из Јемена. Кајзуран је својом снажном и независном личношћу имала велики утицај на државне послове током владавине свог супруга. Што је још важније, родила му је будуће калифе ел Хадија и Харуна. Харун се истицао својим образовањем и способношћу. Његово изузетно вођење похода против Византије 782. године донело му је назив „ел Рашид”, у значењу „исправно вођен”. Као награду за успех добио је на управу западне територије царства — Јерменију, Азербејџан, Сирију, Египат и Ифрикију. Такође, имао је подршку породице Бармакида.
Махдија је отровала једна од конкубина и он је 24. јула 785. године умро у граду Изе у југозападном Ирану. Сахрањен је у тој области. Упркос фаворизовању Харуна последњих неколико година, нови калиф је постао старији ел Хади, током чије владавине је Кајзуран наставила да игра важну политичку улогу.